# Heiðmörk

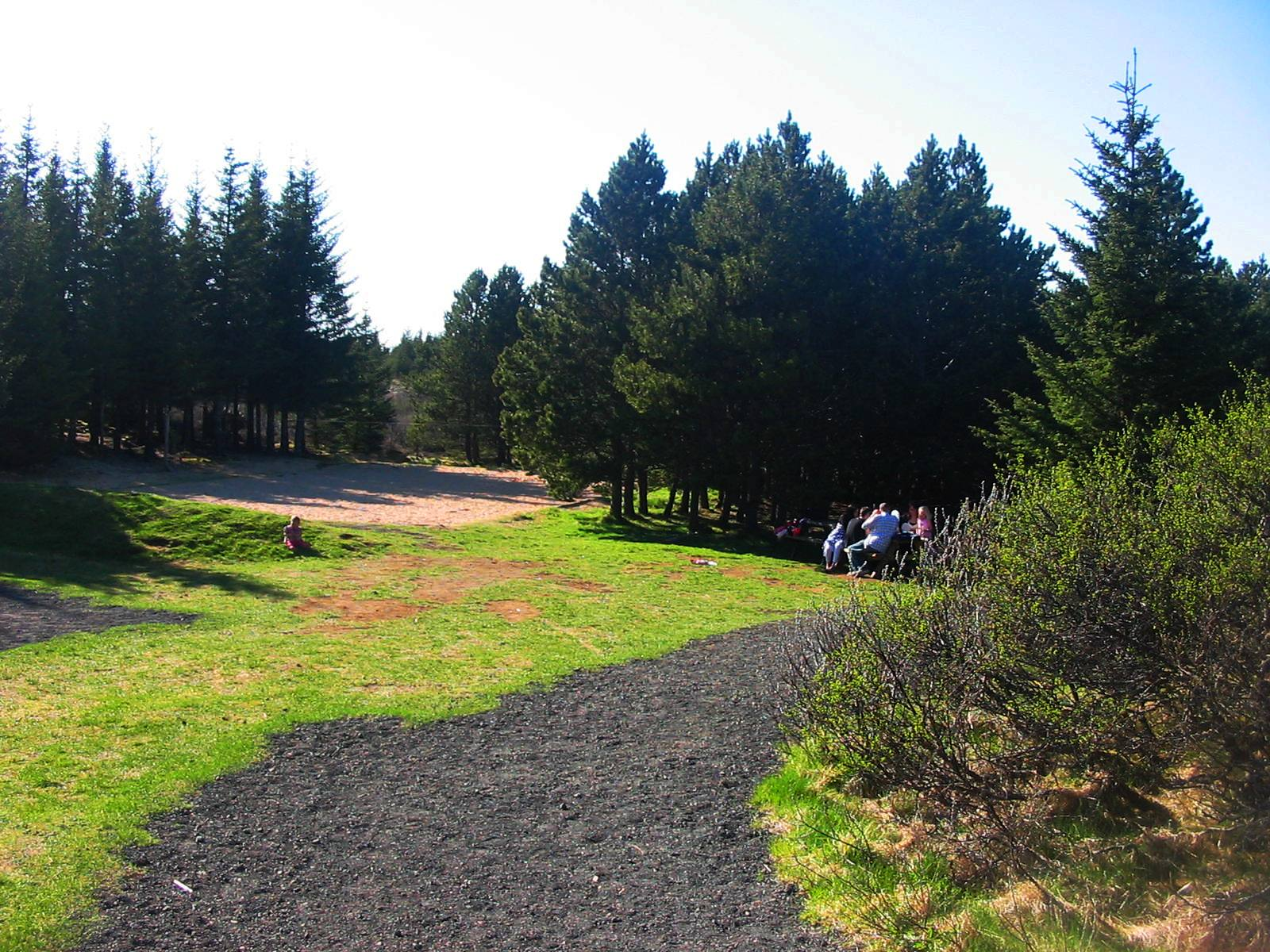
Rastplatz in der Heiðmörk

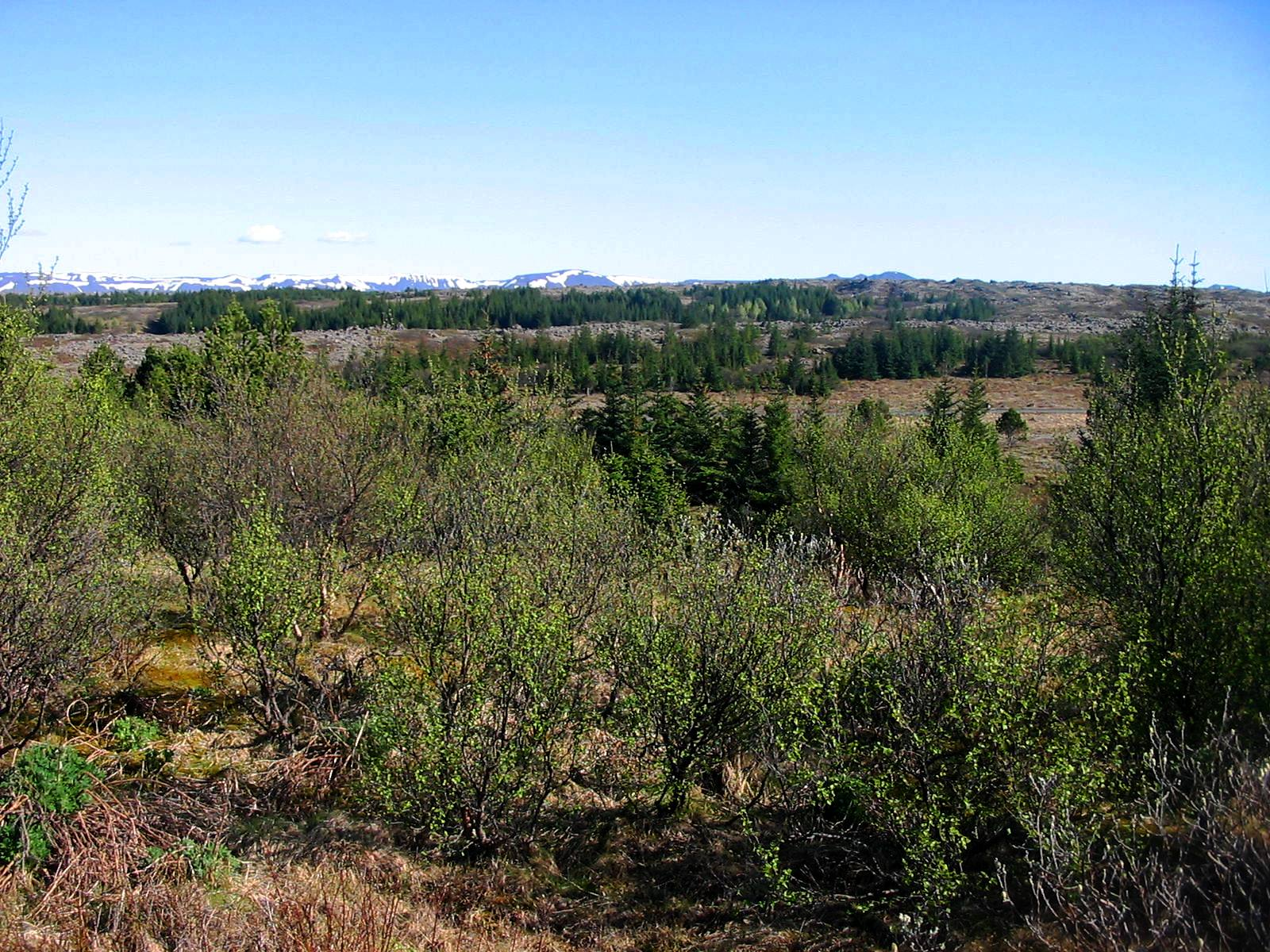
Blick über die Heiðmörk auf den Gebirgszug der Brennisteinsfjöll

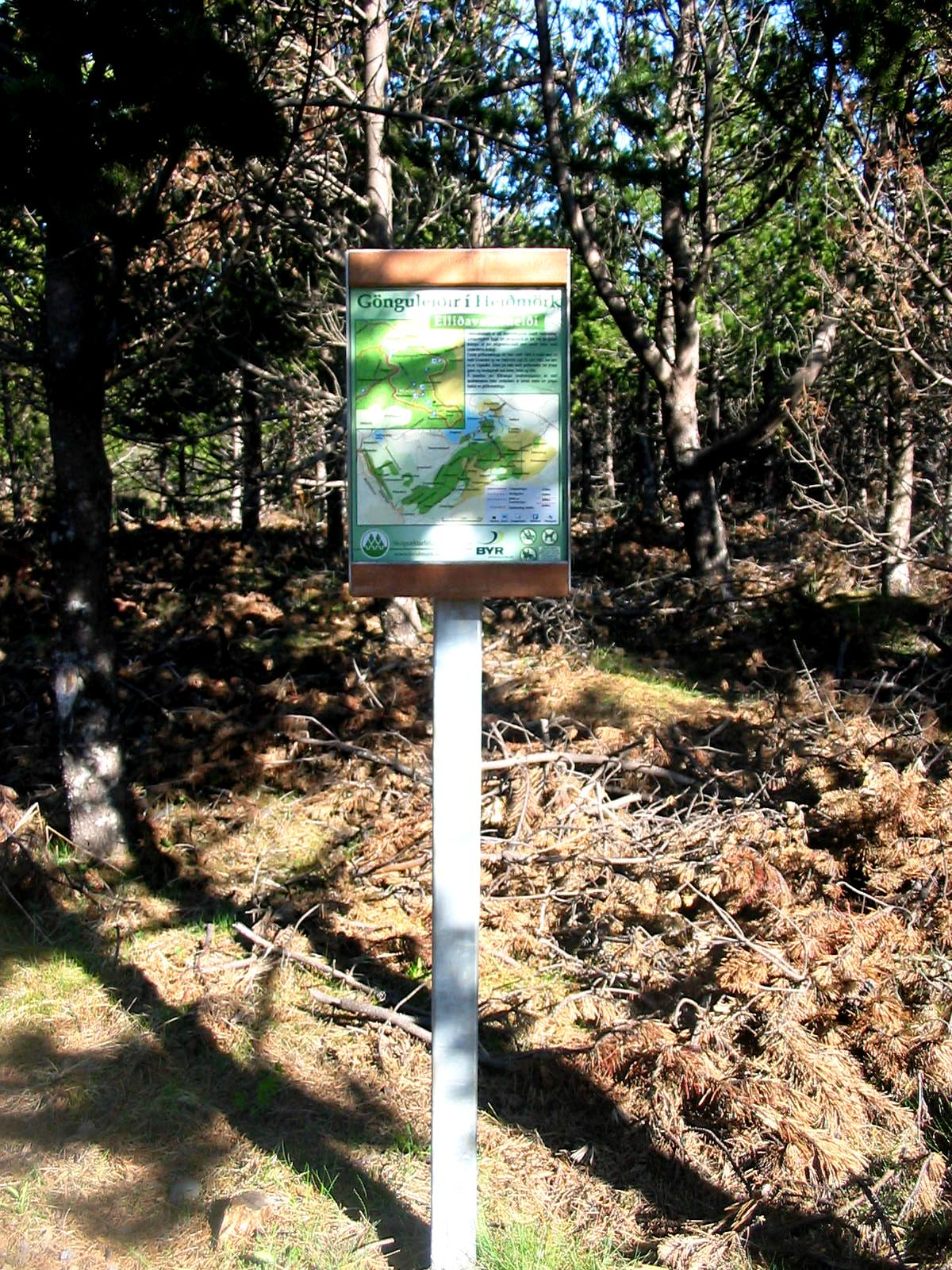
Hinweisschild in der Heiðmörk

Die Heiðmörk ist ein Naturschutz- und Naherholungsgebiet im Süden und Südwesten von Islands Hauptstadt Reykjavík.
Die Trinkwasserreservoirs der Stadt Reykjavík befinden sich dort.

## Name
Der Name bedeutet Wald bei den Hochebenen (isl. mörk „Wald“, heiði „Heide“, „Hochebene“).
Der Name wurde dem Gebiet 1950 von dem isländischen Sprachwissenschaftler Sigurður Nordal verliehen, der sich an einem norwegischen Bezirksnamen (Hedmark) orientierte.

## Geografie und Geologie
Die Heiðmörk markiert den Übergang vom Küstenstreifen bei Reykjavík und Garðabær zu den Hochebenen Hellisheiði und Sandheiði.
Heiðmörk liegt mitten auf der Riftzone des Mittelatlantischen Rückens und in der westlichen (aktiven) Vulkanzone Islands. Das erklärt die zahlreichen Spalten, Lavafelder, Vulkankrater und Pseudokrater, die man in der Gegend vorfindet. Das Gebiet umfasst Lavafelder, die dem Vulkansystem der Brennisteinsfjöll entstammen. Dazu gehören etwa auch die etwa 4.700 Jahre alten Pseudokrater der Rauðhólar am See Elliðavatn.

## Geschichte

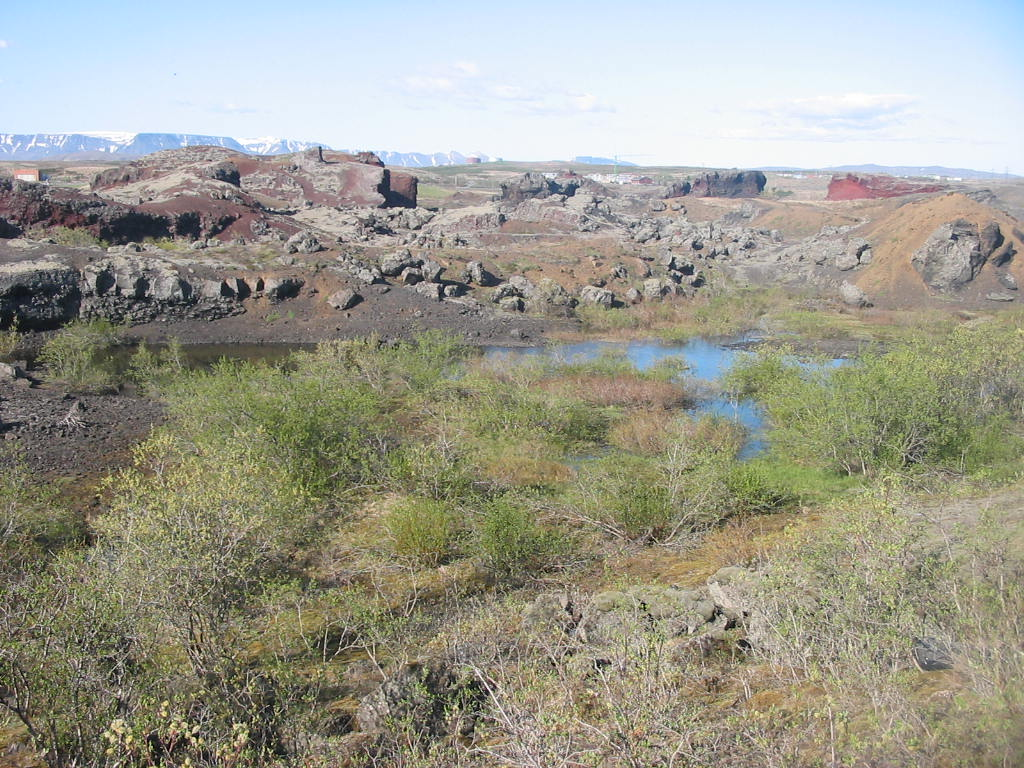
Pseudokrater Rauðhólar und Heiðmörk

Das Gebiet war historischen Quellen zufolge bis ins 19. Jahrhundert dicht bewachsen und verödete anschließend, nicht zuletzt aufgrund von Überweidung.
Das Naturschutzgebiet Heiðmörk wurde als solches 1950 gegründet und liegt großenteils südlich und östlich des Sees Elliðavatn, Teile des Gebietes (bei Vífilsstaðir) gehören zu Garðabær. Das Gebiet umfasste 1988 2.500 ha, ist jedoch inzwischen vergrößert worden und umfasste im Jahre 2005 3.000 ha.
Das Gebiet ist inzwischen gut mit Wander-, Rad- und Reitwegen erschlossen. Zahlreiche, teils überdachte, Picknickplätze wurden angelegt.
Das städtische Forstamt Skógræktarfélag Reykjavíkur betreut das Gelände und nutzt es zur Wiederaufforstung. Seit 1950 wurde eine bedeutende Anzahl an Bäumen gepflanzt (bis 1988 etwa 4 Millionen), zusätzlich Gräser und andere Pflanzen wie Lupinen zur Bodenbefestigung und im Kampf gegen die zuvor schon beträchtliche Erosion angesät.
Die Hügel rund um Vífilsstaðir sind im Juni, wenn die Lupinen blühen, eine Art bläuliches Meer. Insgesamt sind 90 % der Fläche inzwischen wieder bewachsen, davon 20 % mit Nadelbäumen und 20 % mit Birken und Gebüsch.
Bis 1988 konnten 26 Baumarten in der Gegend angesiedelt werden. Dazu findet man im Bereich der Heiðmörk etwa 150 wilde Blumenarten und im Sommer hat man etwa 30 Vogelarten gezählt.